# Cremat
Un rom cremat, o simplement cremat, és una beguda alcohòlica feta amb rom, cafè en gra, sucre, pell de llimona i espècies, sobretot canyella. Un cop ajuntats tots els ingredients dins una cassola de terra, el rom s'escalfa i s'encén uns deu minuts perquè perdi una part de l'alcohol. Després, bo i calent, ja es pot servir.
El rom cremat és la beguda que tradicionalment acompanya les cantades d'havaneres a Catalunya, i era la que solien beure els mariners al matí per fer-se passar el fred. És un beuratge universal que, a poc a poc, es va anar estenent des del litoral per tot el país, també terra endins. Les cantades d'havaneres amb l'acompanyament de rom cremat són un acte molt habitual, i en trobem a la gran majoria de festes majors i celebracions diverses. Originari de la Costa Brava, s'ha estès per tot el litoral, fins i tot terra endins.
En alguns pobles de la costa de la comarca de la Plana Alta es fa només amb cafè i rom, i es deixa cremar quasi mitja hora.
S'anomena calmant a Herbers i als pobles dels Ports de Morella, la Tinença de Benifassà, el Matarranya i també al Perelló, poble del Baix Ebre, on es fa una diada per festes majors; s'elabora amb rom, sucre i cafè en infusió. Es posa tot en una cassola de terra o en un gibrell i s'encén perquè perdi una part de l'alcohol fins que els entesos provadors diuen que ja està llest. S'apaguen els llums mentre es prepara i s'acompanya de cants adients i les notes d'una guitarra.

## Vegeu també

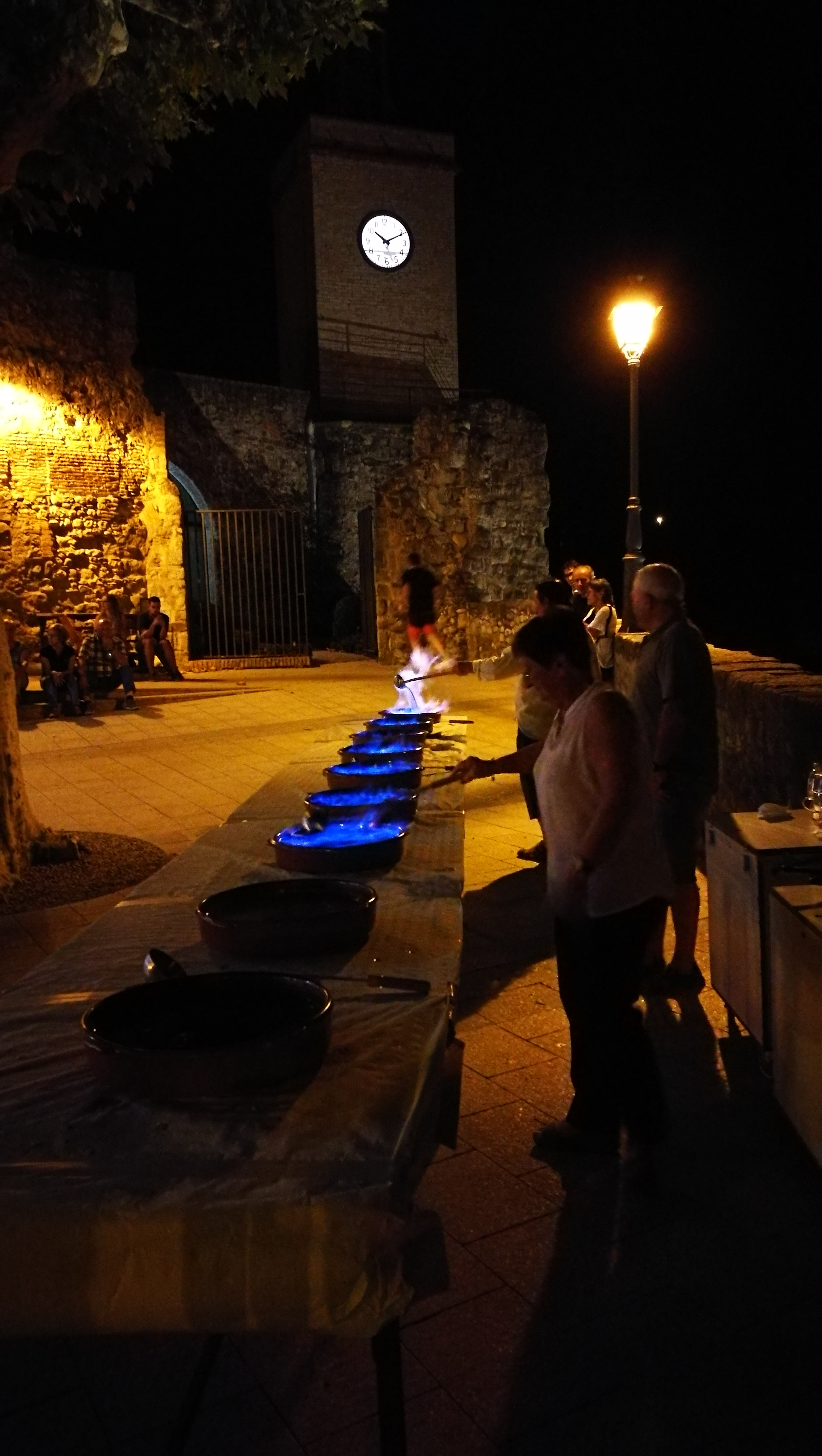
Rom cremat a les havaneres de la Festa Major de Gironella 2017